# Claude Fauchet (Bischof)
Claude Fauchet (* 22. September 1744 in Dornes; † 31. Oktober 1793 in Paris), bekannt auch als Abbe Fauchet, war ein katholischer Priester und Anhänger der französischen Revolution. Er wurde konstitutioneller Bischof, war Abgeordneter und wurde im Zusammenhang mit der Ermordung Marats hingerichtet.

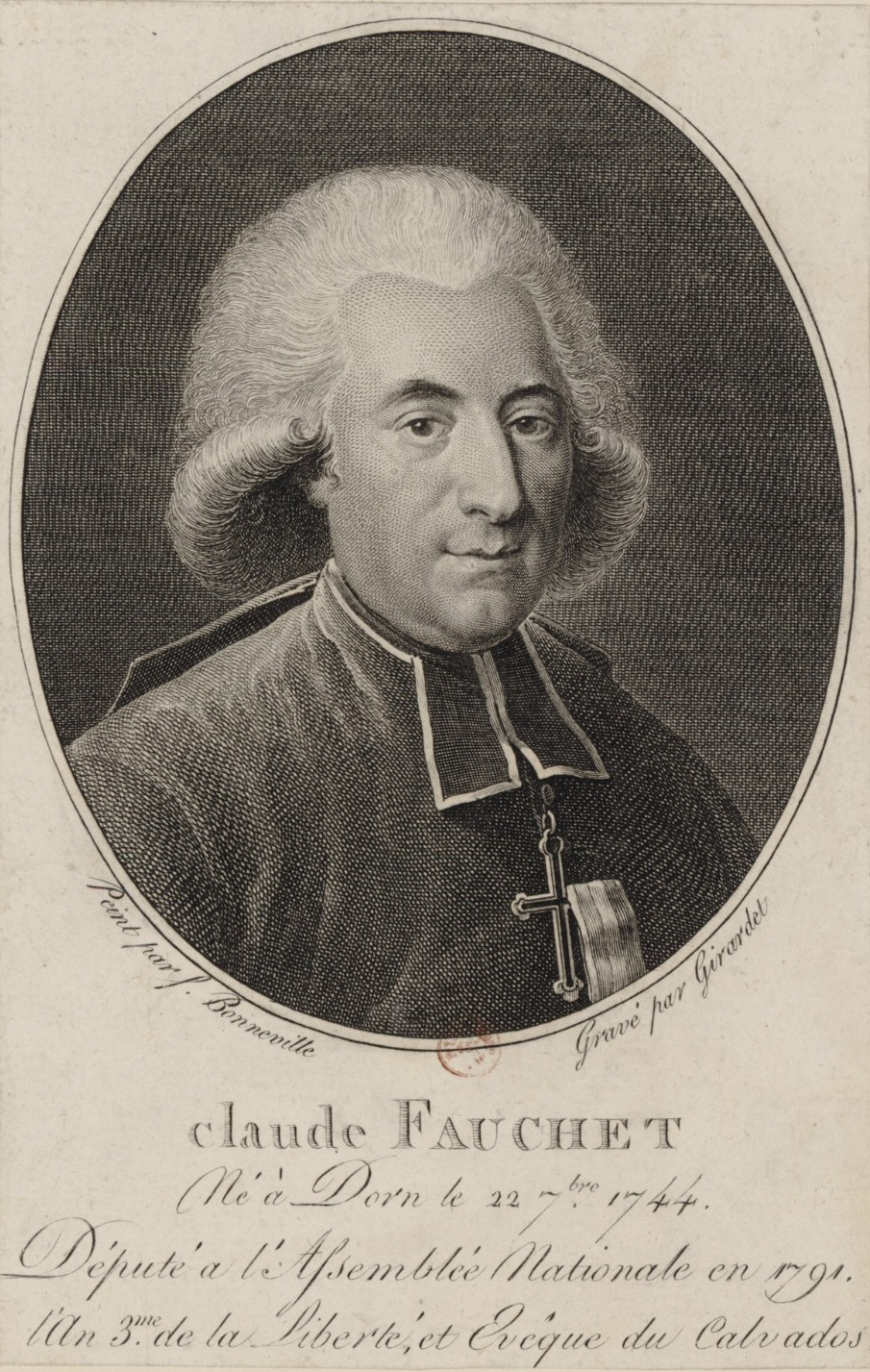
Claude Fauchet, Grafik von François Bonneville

## Leben
Fauchet war zunächst Erzieher beim Marquis de Choiseul. Später war er Priester in Paris, ehe er Generalvikar von Bourges wurde. Zwischen 1783 und 1788 trug er den Titel eines Prédicateur du Roi.
Er war Mitglied der Pariser Kommune und nahm zu Beginn der Revolution am Sturm auf die Bastille teil. Er hielt in der Folge prorevolutionäre Reden oder Predigten in einigen Pariser Kirchen, die auf viel Beachtung stießen. In Saint-Jacques sprach er am 5. August 1789 während eines Gottesdienstes für die Toten, die man nach der Erstürmung der Bastille gefunden hatte. Es handelte sich bei den Überresten allerdings nicht um die politischer Gefangener, sondern um die von Soldaten früherer Jahrhunderte. Dabei verteidigte er die Vorkommnisse und bezeichnete die Aristokratie als eigentliche Gegner der Bewegung. Er sprach von einem Tag der Offenbarung, denn zur Stimme von Frankreichs Freiheit sind die Gebeine auferstanden, um nach Jahrhunderten der Unterdrückung und des Todes die Regeneration der Natur und des Lebens der Nation zu prophezeien. In Notre-Dame de Paris weihte er die neuen Fahnen der Garde nationale. Er veröffentlichte 1789 die Schrift De la Religion nationale. Er gründete den Cercle Social und schrieb für die Zeitschrift La Bouche de fer. Fauchet galt als einer der kraftvollsten Redner der Revolution. Er predigte während der Treffen des Cercle Social in Notre-Dame de Paris ein Evangelium der Gleichheit. Er vertrat in dieser Zeit einen an Rousseau angelehnten Universalismus. Dieser bildete auch den Kern seines Cercle Social. Er argumentierte, dass vor der Revolution alle von den Gesetzen der Abstammung beherrscht gewesen wären, danach würden die Menschen dem grundsätzlichen christlichen Gebot folgen, dem der universalen Liebe, und der wahren Freiheit und Brüderlichkeit. Für viele Anhänger der Revolution waren Fauchets Vorstellungen indes zu idealistisch und wenig realistisch. In der Folge propagierte der Cercle Social nicht zuletzt einen sozialen Kollektivismus, der bei den gemäßigten Kräften auf Misstrauen stieß.
Fauchet wurde zum konstitutionellen Bischof des Département Calvados gewählt. Er soll dabei auf Widerstände der Gläubigen gestoßen sein. Er sprach sich für das Recht auf freie Religionsausübung auch für Nichtkatholiken aus, wandte sich aber gegen die revolutionären Pläne zur Einführung der Ehescheidung und der Priesterehe.
Er wurde 1791 Mitglied der gesetzgebenden Versammlung und später Mitglied des Nationalkonvents. Er gehörte zu den Initiatoren eines Agrargesetzes, das die Aufhebung des Großgrundbesitzes vorsah. Er wurde 1792 von Robespierre aus dem Jakobinerclub ausgeschlossen und wandte sich den Girondisten zu. Er gab die Zeitschrift Journal des Amis heraus. Im Streit um das Schicksal des Königs kritisierte er diesen scharf, sprach sich aber nicht für die Todesstrafe, sondern für die Verbannung aus. Fauchet wandte sich auch gegen die antikirchlichen Bestrebungen.
Ihm wurde vorgeworfen, Charlotte Corday den Zugang zum Konvent ermöglicht zu haben. Eine Beteiligung Fauchets an der Ermordung von Marat bestritt Corday. Weil das Revolutionstribunal dies aber nicht glaubte, wurde er zum Tode verurteilt und mit anderen Girondisten am 31. Oktober 1793 hingerichtet.